# Carl Weinrich
Carl Weinrich (2 de julio de 1904 – 13 de mayo de 1991) era un organista, director de coro y profesor estadounidense, particularmente reconocido por sus recitales y grabaciones de la música para órgano de Bach y como líder en el resurgimiento de la música del Barroco para órgano en su país durante la década de 1930.

## Biografía
Weinrich nació en Paterson (Nueva Jersey) y comenzó a estudiar órgano a los seis años. Además de sus estudios privados con Mark Andrews, Marcel Dupré y Lynnwood Farnam, recibió en 1927 sus grados de la Universidad de Nueva York y en 1930 los del Instituto de Música Curtis. Tras la muerte de Farnam en 1930, Weinrich lo remplazó como organista de la iglesia de la Santa Comunión en Nueva York. Weinrich fue igualmente organista, maestro del coro y director de música en la capilla de Princeton entre 1943 y 1973; y enseñó en el Coro de Westminster, el Wellesley College, Vassar College, la Universidad de Columbia y realizó una serie de recitales en Harvard; además, publicó una monografía sobre "la contribución a la construcción de órganos de Albert Schweitzer".
Si bien fue conocido mayoritariamente por sus actuaciones de música barroca, Weinrich también ganó reconocimiento por algunas obras de su siglo, incluyendo el estreno de "Preludio y Fuga en Si Menor" de Samuel Barber, "Sinfonía para órgano No. 6 en Si Menor" de Louis Vierne, y "Variaciones de un Recitado" (Op. 40) de Arnold Schönberg.
Weinrich falleció en su ciudad natal a los 86 luego de haber sufrido de párkinson durante varios años. Entre sus alumnos se encuentran la compositora Betsy Jolas, el compositor y organista George Lynn, y el crítico y musicólogo Joseph Kerman.

## Grabaciones
En 1951, Weinrich firmó un contrato con MGM Records para grabar una serie de varios volúmenes de LPs con todas las obras para órgano de Bach. Otras grabaciones de Weinrich incluyen:
- Fantasia In Echo Style (Jan Pieterszoon Sweelinck), Musicraft, 1938
- Onward, Christian Soldiers and Other Beloved Hymns, RCA Victor, 1949
- Israel in Egypt (George Frideric Handel), Princeton University, 1956
- Bach Organ Music, RCA Victor, 1962
- Romantic Organ Music, RCA Victor, 1964
- Funeral Anthem on the Death of Queen Caroline (George Frideric Handel), Princeton University, 1964
- Christmas Music of the Baroque (Dietrich Buxtehude, Johann Pachelbel, Fridolin Sicher, Arnolt Schlick, Louis Claude Daquin, Johann Sebastian Bach), RCA Victor, 1965
- Organ Music of the Bach Family (Carl Philipp Emanuel Bach, Johann Bernhard Bach, Johann Michael Bach, Johann Christoph Bach, Wilhelm Friedemann Bach, Johann Sebastian Bach), RCA Victor, 1965
- The Sonatas for Organ and Orchestra (Wolfgang Amadeus Mozart, Joseph Haydn), RCA Victor, 1967
- Mass in E minor (Anton Bruckner), Musical Heritage Society, 1974
- Concertos (George Frideric Handel, Felix Mendelssohn, Serguéi Rajmáninov, Joseph Haydn), Time–Life Records, 1980